# Campionato del mediterraneo di scherma 2017
Il Campionato del mediterraneo di scherma del 2017 ("2017 Mediterranean Fencing Championships") è stato organizzato dalla Confederazione europea di scherma e si è svolto a Marsiglia in Francia dal 27 al 29 gennaio.
Nella categoria "juniores" del fioretto, si sono aggiudicati i titoli di campione e campionessa del mediterraneo l'italiano Alessandro Stella, che ha battuto in finale il francese Bryan Becu, e l'italiana Camilla Rossi, che ha avuto la meglio sulla connazionale Martina Favaretto. Nella categoria "cadetti" del fioretto hanno trionfato l'italiano Tommaso Marini, che ha sconfitto in finale il connazionale Alessio Di Tommaso, e l'italiana Martina Favaretto, che ha battuto all'ultimo incontro la francese Venissia Thepaut.
Nella spada il neo-campione e la neo campionessa "juniores" sono stati l'italiano Giulio Gaetani, che ha battuto in finale il portoghese Jose Bartissol, e l'italiana Gaia Traditi, che ha superato la croata Paula Jukic. Nella categoria "cadetti" hanno vinto l'italiano Davide Di Veroli, che ha battuto in finale il francese Titouan Chotin, e l'italiana Alessia Pizzini, che ha sconfitto la connazionale Gaia Traditi.
Infine, nella competizione di sciabola della categoria "juniores", hanno trionfato il tunisino Fares Ferjani, superando l'italiano Alberto Fornasir, e la francese Louise Klein, che ha sconfitto l'italiana Claudia Rotili. Nella sciabola "cadetti" hanno vinto il titolo mediterraneo, l'italiano Alberto Fornasir, che ha sconfitto il francese Florian Schickele, e la francese Louise Klein, che ha battuto la connazionale Annah Couderc.

## Podi

### Juniores

#### Uomini
| Specialità  | Oro               | Argento          | Bronzo                              |
| Individuali |                   |                  |                                     |
| Fioretto    | Alessandro Stella | Bryan Becu       | Alessio Di Tommaso Maximilien Hebey |
| Spada       | Giulio Gaetani    | Jose Bartissol   | Davide Di Veroli Goncalo Alves      |
| Sciabola    | Fares Ferjani     | Alberto Fornasir | Giacomo Chignoli Gerardo Lillo      |

#### Donne
| Specialità  | Oro           | Argento           | Bronzo                          |
| Individuali |               |                   |                                 |
| Fioretto    | Camilla Rossi | Martina Favaretto | Ariadna Castro Venissia Thepaut |
| Spada       | Gaia Traditi  | Paula Jukic       | Solene Mbiim Agathe Bourreau    |
| Sciabola    | Louise Klein  | Claudia Rotili    | Fatma Kose Maria Ventura        |

### Cadetti

#### Uomini
| Specialità  | Oro              | Argento            | Bronzo                       |
| Individuali |                  |                    |                              |
| Fioretto    | Tommaso Marini   | Alessio Di Tommaso | Bryan Becu Maximilien Hebey  |
| Spada       | Davide Di Veroli | Titouan Chotin     | Giulio Gaetani Marco Balzano |
| Sciabola    | Alberto Fornasir | Florian Schickele  | Yalin Sahin Gerardo Lillo    |

#### Donne
| Specialità  | Oro               | Argento          | Bronzo                      |
| Individuali |                   |                  |                             |
| Fioretto    | Martina Favaretto | Venissia Thepaut | Marta Ricci Lola Bardel     |
| Spada       | Alessia Pizzini   | Gaia Traditi     | Emma Lauvray Agathe Borreau |
| Sciabola    | Louise Klein      | Annah Couderc    | Maria Ventura Aylin Cakir   |

## Medagliere
| Pos.   | Nazione    | Oro | Argento | Bronzo | Totale |
| ------ | ---------- | --- | ------- | ------ | ------ |
| 1      | Italia     | 9   | 5       | 6      | 20     |
| 2      | Francia    | 2   | 5       | 8      | 15     |
| 3      | Tunisia    | 1   | 0       | 0      | 1      |
| 4      | Portogallo | 0   | 1       | 1      | 2      |
| 5      | Croazia    | 0   | 1       | 0      | 1      |
| 6      | Spagna     | 0   | 0       | 5      | 5      |
| 7      | Turchia    | 0   | 0       | 3      | 3      |
| 8      | Polonia    | 0   | 0       | 1      | 1      |
| Totale | Totale     | 12  | 12      | 24     | 48     |